# Purpurkopfbarbe
Die Purpurkopfbarbe (Pethia nigrofasciata, Syn.: Puntius nigrofasciatus) ist ein aus Sri Lanka stammender Fisch aus der Familie der Karpfenfische (Cyprinidae). Sie ist die Typusart der 2012 neu aufgestellten Gattung Pethia.

## Verbreitung
Die Purpurkopfbarbe lebt im Süden Sri Lankas in langsam fließenden Waldbächen und Flüssen, unter anderem im Kelani, der bei Colombo das Meer erreicht. Sie kommt bis zu einer Höhe von 300 Metern vor. Im Westen Sri Lankas wurde sie im Mahaweli, der bei Trincomalee in den Indischen Ozean mündet, ausgesetzt.
Wegen der Vernichtung der natürlichen Lebensräume und dem Fang zu aquaristischen Zwecken ist die Purpurkopfbarbe inzwischen in Freiheit vom Aussterben bedroht.

## Vermehrung
Während der Balz schwimmen die Pärchen in engen Spiralen und sehr schnell umeinander. Meist geht ein ähnlich aussehender Machtkampf zwischen konkurrierenden Männchen voraus. Die Paarung bzw. das Ablaichen selber findet bevorzugt im Schutz von Pflanzen statt und dauert nur wenige Momente. Eine Brutpflege findet nicht statt. Die Jungfische sind anfangs noch sehr schlank und wie die Weibchen nur silbergrau mit drei schwarzen Streifen gezeichnet. Erst später wandelt sich die Körperform in die endgültige kompakte Form und die Männchen nehmen die typische und namensgebende Färbung an.

## Aussehen
Purpurkopfbarben werden fünf bis sechs Zentimeter lang. Sie sind von hochrückiger Gestalt. Die Flanken haben drei bis vier schwärzliche Querbinden. Beide Geschlechter haben einen purpurroten Kopf. Bei den Männchen sind die Flossen kräftig schwarz bzw. purpurrot gefärbt. Zur Laichzeit färbt sich der ganze Vorderkörper des Männchens purpurrot. Bei den Weibchen sind die Farben weniger ausgeprägt, Rücken- und Afterflosse nur an den körpernahen Teilen gefärbt, sonst transparent. Purpurkopfbarben haben keine Barteln.
In ihrem Aussehen ähneln sie den Sumatrabarben.

## Aquarienhaltung
Die Purpurkopfbarbe wurde erstmals 1935 zur Aquarienhaltung nach Deutschland eingeführt. Sie sollten in kleinen Schwärmen, in nicht zu stark beleuchteten und dicht bepflanzten Aquarien gehalten werden. Die Temperatur sollte 22 bis 26 °C betragen, der pH-Wert sollte sich im leicht sauren Bereich bewegen (bis pH 6,0), das Wasser mit maximal 12° dGH nicht zu hart sein. Sie sind sehr friedfertig und als Bewohner von Gesellschaftsaquarien geeignet.
In Stresssituationen, wie sie zum Beispiel beim Wechsel von Aquarienbecken entstehen, kann es vorkommen, dass die Purpurkopfbarben eine fast komplette schwarze Farbe annehmen.